# Thérèse Lavoie-Roux
Pour les articles homonymes, voir Lavoie et Roux.
Thérèse Lavoie-Roux, née le 12 mars 1928 à Rivière-du-Loup et morte le 31 janvier 2009 à Montréal, est une femme politique et professeure québécoise.

## Biographie
Thérèse Lavoie-Roux eut une formation de travailleuse sociale. Elle est élue pour la première fois à l'Assemblée nationale du Québec en 1976 dans la circonscription Acadie. Réélue en 1981 et 1985, elle représentera ce comté pour le Parti libéral du Québec durant quatorze années. De 1985 à 1989, Thérèse Lavoie-Roux occupe les fonctions de ministre de la Santé et des Services sociaux dans le cabinet du premier ministre Robert Bourassa.
En 1990, elle est nommée au Sénat du Canada, où elle représentera le Parti progressiste-conservateur pour la division Acadie. Elle prend sa retraite de la politique en 2001, alors qu'elle célèbre son 73e anniversaire. (75e anniversaire étant l'âge auquel les sénateurs canadiens doivent quitter leurs fonctions.)
Elle est récipiendaire, en 2005, de la Médaille de l'Assemblée nationale.
Elle décède à Montréal à l'âge de 80 ans le 31 janvier 2009 d'une maladie dégénérative dont elle souffrait depuis quelques années. Elle laisse dans le deuil son époux Lucien Roux, sa famille ainsi que ses amis.

## Hommages
L'axe central du campus MIL de l'Université de Montréal à Outremont porte l'odonyme « Avenue Thérèse-Lavoie-Roux » (45° 31′ 23″ N, 73° 37′ 06″ O).

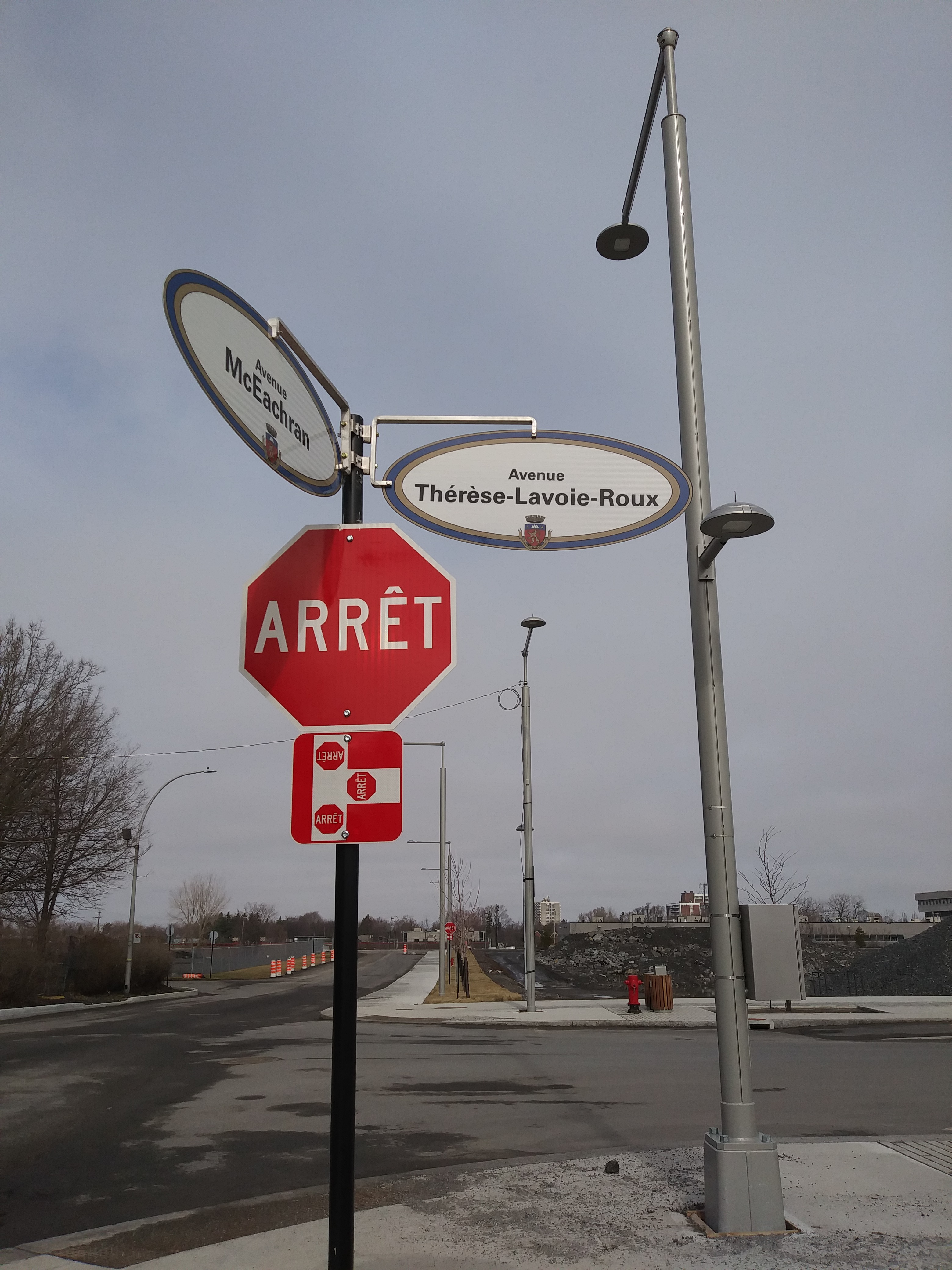